# NGC 7500
NGC 7500 is een lensvormig sterrenstelsel in het sterrenbeeld Pegasus. Het hemelobject werd op 8 augustus 1886 ontdekt door de Amerikaanse astronoom Lewis A. Swift.

## Synoniemen
- UGC 12399
- MCG 2-59-4
- ZWG 431.8
- NPM1G +10.0579
- PGC 70620